# Бластоцел
Бластоцел превеждан неправилно и като бластоцьол (на латински: blastocoele) представлява кухина изпълнена с течност намираща се в централен район на бластоциста.

## Формиране на бластоцела
Бластоцелът се формира по време на ембриогенезата, при процесът на дробене, при когото зиготата се дели митотично. Получените клетки се наричат бластомери.
При висшите бозайници, обикновено между 8-клетъчния и 16-клетъчния стадий повърхността на морулата става по-гладка и по-сферична. Клетките прилепват плътно една към друга и временно образуват уплътнена повърхност в резултат на формирането на здрави междуклетъчни връзки. Процесът се нарича компакция на морулата. Така клетките заграждат пространство наречено бластоцел. Той се запълва с течност в резултат на механизъм, чрез който Na+ се изпомпват през клетъчната мембрана в междуклетъчното пространство от където попадат във вътрешността на зародиша и променяйки осмотичното налягане.
На този етап при висшите бозайниците морулата вече се нарича бластоцист.
Бластоцелът има един полюс, различаваш се по ясно изразеното натрупване на клетки там. Този, вътрешният клетъчен слой се нарича ембриобласт или вътрешна клетъчна маса (ВКМ) и от него ще се образува същинският ембрион. Външният клетъчен слой, заграждащ бластоцела се нарича трофобласт. Той е ще даде плацентата и останалите екстраембрионални структури.

## Функция на бластоцела
Бластоцелът е важен за процеса на „излюпването“ на бластоцистата от zona pellucida. Налягането в бластоцела се повишава, което притиска околните клетки към zona pellucida. Участък от трофобласта отделя протеолитичен ензим, който разграждат прилежащия участък на zona pellucida. Бластоцистът с подобно на амебовидни движения се провира през отвора, като неговият трофобласт влиза в близък контакт с клетките от маточната стена (ендометриума). Това дава начало на процесът на имплантация на зародиша и до образуването на гаструла.
Пробивът на zona pellusida може да се осъществи „изкуствено“ по механичен или химичен път – т.нар. асистирано излюпване.